# 주영식
주영식(朱英植, 1942 ~ )은 조선민주주의인민공화국의 정치인이다. 자강도 당위원회 책임비서를 지냈으며, 현재 조선로동당 중앙위원회 정치국 위원이다.

## 경력
1942년 일제강점기에 태어났다. 1986년 11월 평양시 당위원회 비서를 거쳐 1990년 4월 평양시 청년건설사단 정치부 부장을 역임했다. 2000년 10월 평양시 당위원회 비서에 임명되었고, 2010년 6월이후 자강도 당위원회 책임비서로 일하고 있다. 2010년 9월, 조선로동당 중앙위원회 위원에 선임되었다. 2012년 2월, 자강도 당위원회 책임비서에서 물러났다.

## 기타
2010년 11월 조명록, 2011년 김정일 사망 당시에 국가 장의위원회 위원을 맡았다.